# Robert Lohr

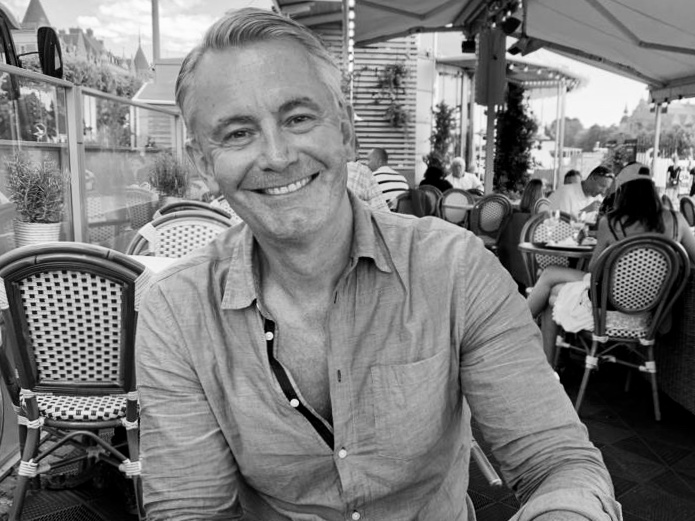
Robert Lohr

Robert Lohr (* 5. April 1967 in Landsberg am Lech) ist ein deutscher Schauspieler.

## Ausbildung und Theater
Von 1987 bis 1991 besuchte Lohr die Hochschule für Musik und Theater Hamburg. Anschließend war er bis 1994 Mitglied im Ensemble des Stadttheaters Ulm. Von 1994 bis 2001 gehörte er dem Ensemble des Maxim-Gorki-Theaters in Berlin an.

## Filmografie (Auswahl)

### Kino
- 2001: Berlin is in Germany
- 2002: Das Verlangen
- 2006: Gefangene
- 2006: Schwarze Schafe
- 2010: The Ballad of Frankie Silver
- 2011: Swans
- 2019: Der letzte Bulle
- 2020: Meister des Todes 2

### Fernsehen
- 1999: Sturmzeit (Fernsehfünfteiler, Teil 4 & 5)
- 1999: Die Spesenritter
- 2000: Auf eigene Gefahr (Fernsehserie, Folge: Bis das der Tod...)
- 2000, 2005: Im Namen des Gesetzes (Fernsehserie, verschiedene Rollen, 2 Folgen)
- 2001, 2021: In aller Freundschaft (Fernsehserie, Folgen: Du bist nicht allein!, Kosmische Expansion)
- 2002: Inspektor Rolle: Sex-Inserate (Fernsehreihe)
- 2002: Ein ganzer Kerl für Mama
- 2002: Ich hab es nicht gewollt – Anatomie eines Mordfalls
- 2002: Zeit der Rache
- 2003: SK Kölsch (Fernsehserie, Folge: Ochsentour)
- 2003: Wenn Weihnachten wahr wird
- 2003: Dann kamst du
- 2004: Engelchen flieg
- 2004–2005: Die Albertis (Fernsehserie, 5 Folgen)
- 2005: Wolffs Revier (Fernsehserie, Folge: In eigener Sache)
- 2005: Abschnitt 40 (Fernsehserie, Folge: Sicherstellung)
- 2005: Macho im Schleudergang
- 2005: Wo bleibst du Baby?
- 2006: Denk ich an Deutschland in der Nacht – Das Leben des Heinrich Heine
- 2006: Die Sitte (Fernsehserie, Folge: Schichtwechsel)
- 2006: Küstenwache (Fernsehserie, Folge: Im Alleingang)
- 2006–2007: Hinter Gittern (Fernsehserie, 9 Folgen)
- 2006–2007: Stadt, Land, Mord (Fernsehreihe)
- 2007: Einmal Dieb, immer Dieb
- 2007: Die Weihnachtswette
- 2008: Meine liebe Familie (Fernsehzweiteiler)
- 2008: Die Rosenheim-Cops (Fernsehserie, 5 Folgen)
- 2008: Kleine Lüge für die Liebe
- 2008: Mein Schüler, seine Mutter & ich
- 2009: Inga Lindström: Mia und ihre Schwestern (Fernsehreihe)
- seit 2009: Die Bergretter (Fernsehserie)
- 2010: Unser Charly (Fernsehserie, Folge: Väter)
- 2010–2014: Der letzte Bulle (Fernsehserie, 60 Folgen)
- 2012: Der Bergdoktor (Fernsehserie, Folge: Virus) Crossover mit Die Bergretter
- 2012: Liebe am Fjord – Die Frau am Strand (Fernsehreihe)
- 2012–2016: SOKO Köln (Fernsehserie, verschiedene Rollen, 3 Folgen)
- 2014: Löwenzahn (Fernsehserie, Folge: Fußball – das Wunder von Bärstadt)
- 2015: Es kommt noch besser
- 2016: Alarm für Cobra 11 – Die Autobahnpolizei (Fernsehserie, Folge: Der Königsmörder)
- 2017: In aller Freundschaft – Die jungen Ärzte (Fernsehserie, Folge: Verborgene Wahrheiten)
- 2018: Urlaub mit Mama
- 2018: Die Muse des Mörders
- 2019: Watzmann ermittelt (Fernsehserie, Folge: Der Tote von der Bobbahn)
- 2019: Sankt Maik (Fernsehserie, 2 Folgen)
- 2019: Notruf Hafenkante (Fernsehserie, Folge: Magische Wahrheit)
- 2019: SOKO München (Fernsehserie, Folge: Tödliche Vergangenheit)
- 2019–2021: Tierärztin Dr. Mertens (Fernsehserie)
- 2020: In aller Freundschaft (Fernsehserie)
- 2020: The Drag and Us (Sitcom)
- 2022: SOKO Linz – Rave (Fernsehserie)